# Monorhaphididae
Monorhaphididae is een familie van sponsdieren uit de klasse van de Hexactinellida. 

## Geslacht
- Monorhaphis Schulze, 1904